# Sensus csoport
A Sensus csoport a Pécsi Tudományegyetem Bölcsészettudományi Kara Modern Irodalomtörténeti és Irodalomelméleti Tanszékén belül működő laza csoportosulás. Tagjai diákok, PhD-hallgatók és tanárok; igazi tagsága azonban nincs, mindig éppen azok tekintik magukat tagnak, akik a csoport munkájában több-kevesebb aktivitással részt vesznek.
A csoport 1997-ben alakult Kálmán C. György és Orbán Jolán vezetésével. Alapító tagja volt Bagi Zsolt, Böhm Gábor, Kiss Gábor Zoltán és Rácz I. Péter, emellett a csoport munkájában részt vett – többek között – Horváth Györgyi, Seregi Tamás, Szolláth Dávid, Vári György, Fekete Richárd, Görföl Balázs, Csönge Tamás, András Csaba, Bozsoki Petra, Vilmos Eszter, Csondor Soma és Rétfalvi P. Zsófia is.
A Sensus tevékenysége a Sensus Műhelyszemináriumok köré szerveződik; ezeken a megbeszéléseken legtöbbször a csoport tagjainak szövegeit, készülő dolgozatait vagy tanulmányait vitatják meg. A Sensus Műhelyszeminárium célja kutató-műhely és vitafórum létrehozása az irodalomelmélet, az irodalomtörténet, a filozófia, a kritikai kultúrakutatás, a médiatudományok és a kortárs magyar- és világirodalom kérdései iránt érdeklődő BA-, MA-, PhD-hallgatók és oktatóik részére.
A csoport rendszeresen szervez konferenciákat és beszélgetéseket, valamint több kötetet is publikált.

## Sensus Füzetek
- Értelmezések az elmúlt századból, Pécs, Jelenkor Kiadó (2002)[1]
- A fordítás mint kulturális praxis, Pécs, Jelenkor Kiadó (2004)[2]
- Bagi Zsolt: A körülírás. Nádas Péter: Emlékiratok könyve, Pécs, Jelenkor Kiadó (2005)[3]
- Pontos észrevételek. Mészöly Miklóstól Nádas Péterig és vissza, Pécs, Jelenkor Kiadó (2015)[4]